# 三家店駅
三家店駅（さんかてんえき）は中華人民共和国北京市門頭溝区と石景山区の境界に位置する中国鉄路総公司北京鉄路局が管轄する駅である。

## 所属路線

### 中国国鉄

#### 豊沙線
北京駅起点より37km、沙城駅終点まで84km

#### 京門線
五路駅起点より不明、木城澗駅終点まで不明

#### 北京北西環状線
沙河駅まで34km

### 専用線・連絡線
大唐国際発電高井火力発電所の専用線や北京地下鉄1号線への連絡線などが接続されているが、一部は廃線となっている。

## 駅構造
単式ホーム1面、島式ホーム1面の地上駅である。
単式ホームと島式ホームの間には上下の通過線があり、島式ホームの外側には貨物列車用の側線が多数存在する。

## 利用状況
本駅は豊沙線、京門線、北京北西環状線の旅客、貨物を扱う二等駅で、2014年11月現在、毎日10本の旅客列車が発着する。

## 歴史
- 1907年 - 開業した[3]。
- 1955年 - 豊沙線が開通した[4]。

## 隣の駅
中国国鉄
豊沙線
養三駅 - 三家店駅 - 斜河澗駅
京門線
石景山駅 - 三家店駅 - 門頭溝駅
北京北西環状線
三家店駅 - 軍庄駅